# Joel Eriksson (autocoureur)

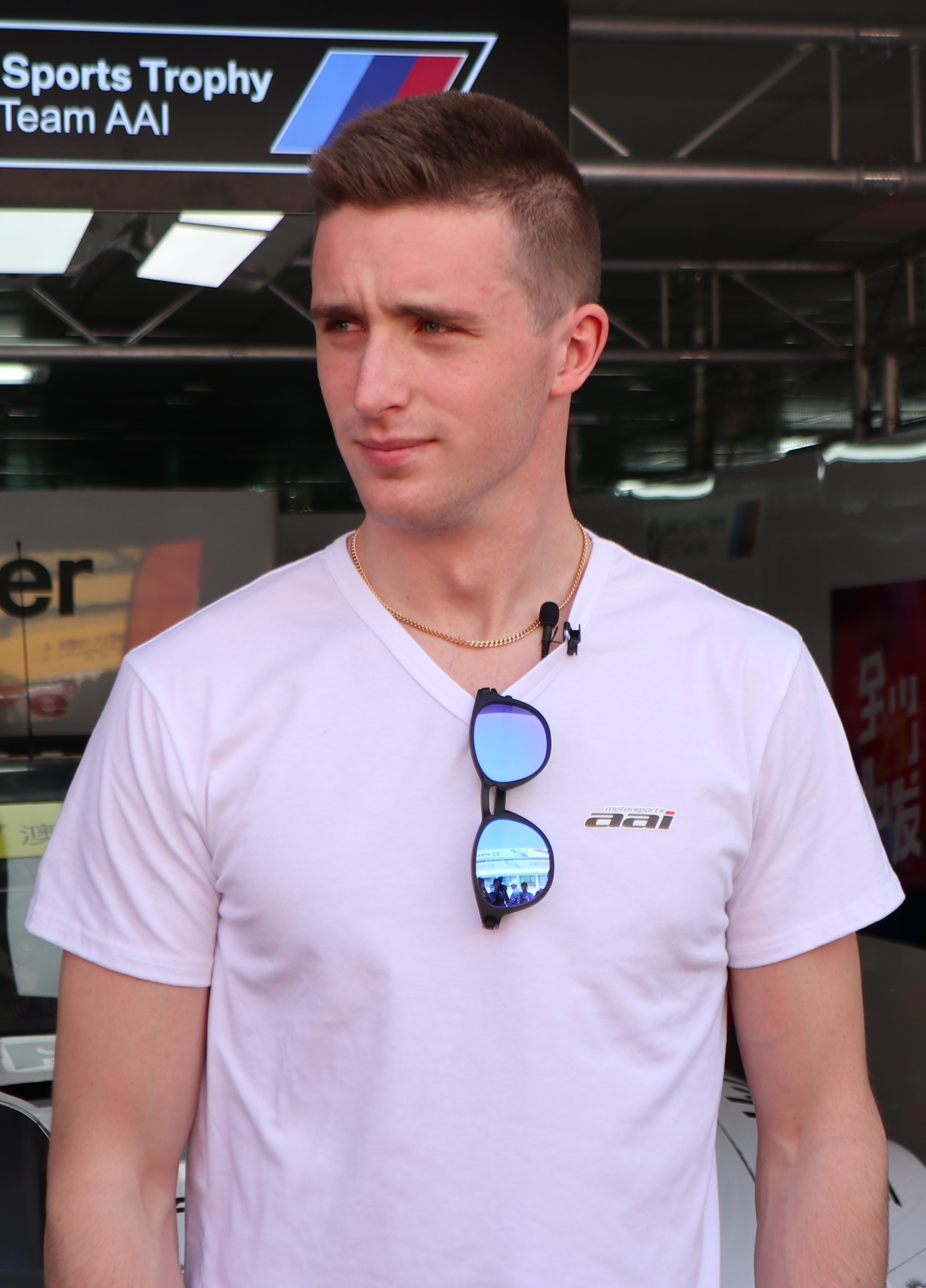
Joel Eriksson in 2019

Joel Eriksson (28 juni 1998) is een Zweeds autocoureur. Hij is de jongere broer van autocoureur Jimmy Eriksson.

## Carrière
Eriksson begon zijn autosportcarrière in het karting in 2007. Tijdens zijn periode in deze tak van de autosport reed hij in verschillende nationale en Scandinavische kampioenschappen, waarbij hij in 2011 het Zweedse kampioenschap won in de Formula Yamaha-klasse.
In 2014 stapte Eriksson vanuit de karts over naar het formuleracing, waarbij hij zijn debuut maakte in de ADAC Formel Masters voor het team Lotus. In zijn eerste seizoen stond hij zes keer op het podium, waaronder één overwinning op de Red Bull Ring. Mede hierdoor werd hij vijfde in het kampioenschap met 188 punten.
In 2015 werd de ADAC Formel Masters vervangen door het ADAC Formule 4-kampioenschap, waarin Eriksson terugkeerde voor het hernoemde Motopark. Hij won zeven races, één op de Lausitzring en twee op zowel de Red Bull Ring, Spa-Francorchamps en het Motorsport Arena Oschersleben. Hierdoor werd hij achter Marvin Dienst tweede in de eindstand met 299 punten. Daarnaast reed hij dat jaar in het eerste raceweekend van het SMP Formule 4-kampioenschap op het Ahvenisto Race Circuit, waarin hij tweemaal op het podium stond.
In 2016 maakt Eriksson zijn Formule 3-debuut in het Europees Formule 3-kampioenschap voor Motopark. Op Spa-Francorchamps won hij zijn eerste race in het kampioenschap, en enkele weken later zegevierde hij in de Masters of Formula 3 op het Circuit Park Zandvoort